# Palazzo Bartolommei (via Cavour)
Palazzo Bartolommei è un palazzo di Firenze situato in via Cavour 22-24.
Il palazzo fu progettato da Gherardo Silvani nel XVII secolo. La sua mano si riconosce nelle fantasiose decorazione dei portali e delle finestre inginocchiate, dove sono presenti motivi zoomorfi, mascheroni e altre creature dall'aspetto minaccioso con espressioni accigliate e denti digrignati. La facciata ai piani superiori è occupato dalle finestre, con timpano in corrispondenza dei due portali, e con cornici più semplici le restanti.
Oggi il palazzo ospita un istituto di credito e alcuni restauri un po' troppo zelanti hanno tolto la patina del passato dalla superficie esterna con ridipinture, così che oggi può sembrare un edificio otto o novecentesco.

## Dettagli decorativi

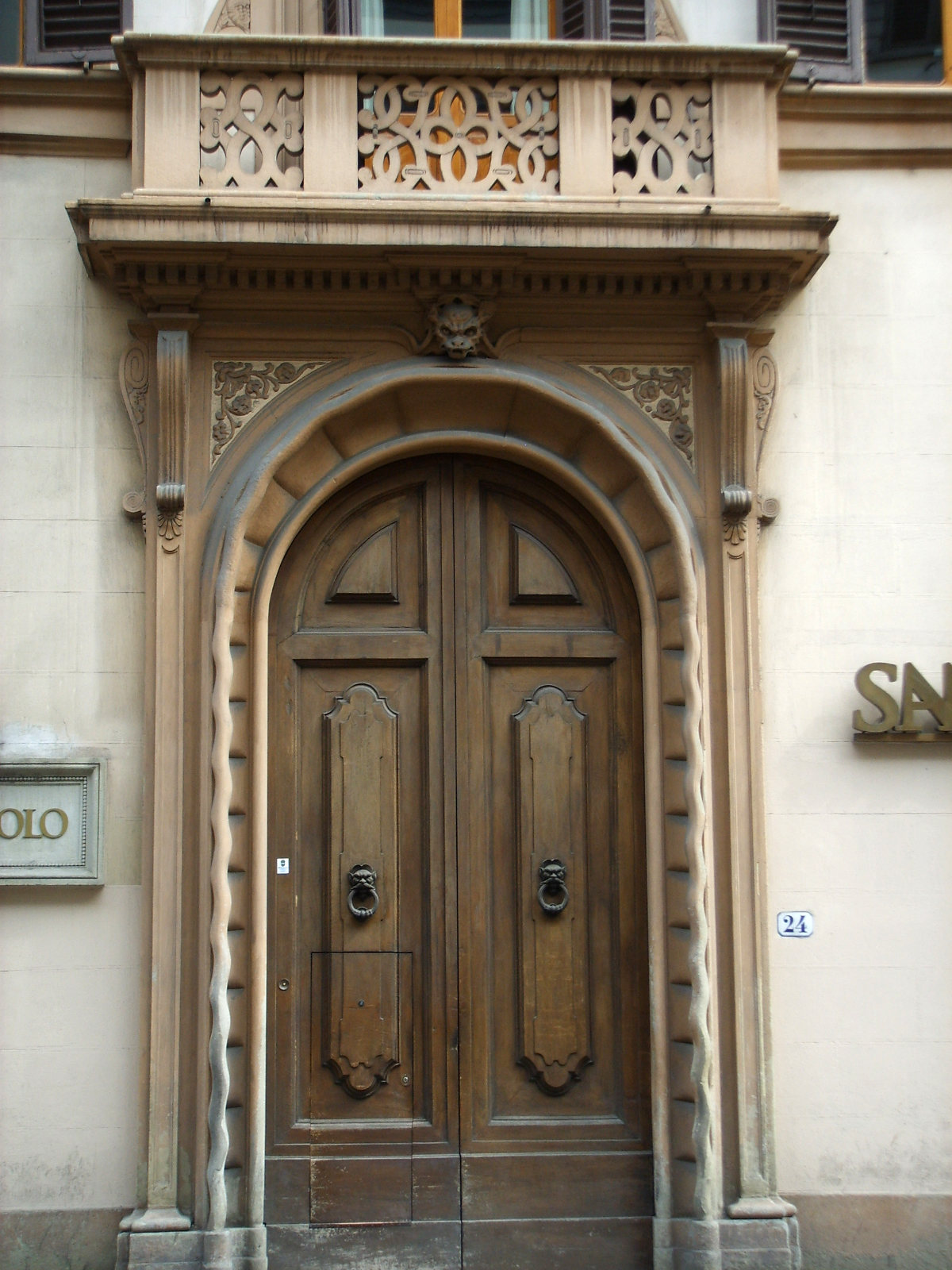
Portale
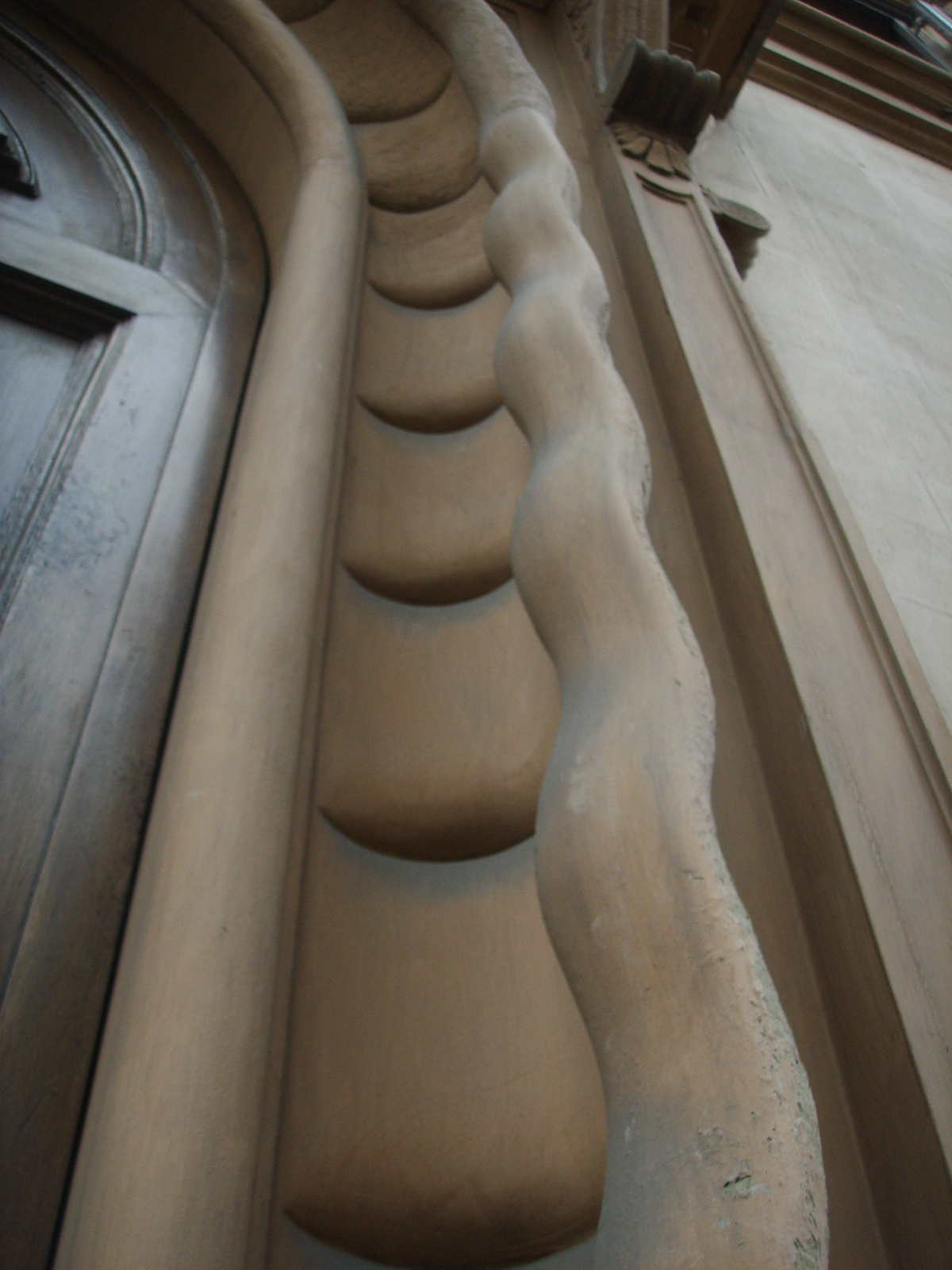
Cornice del portale
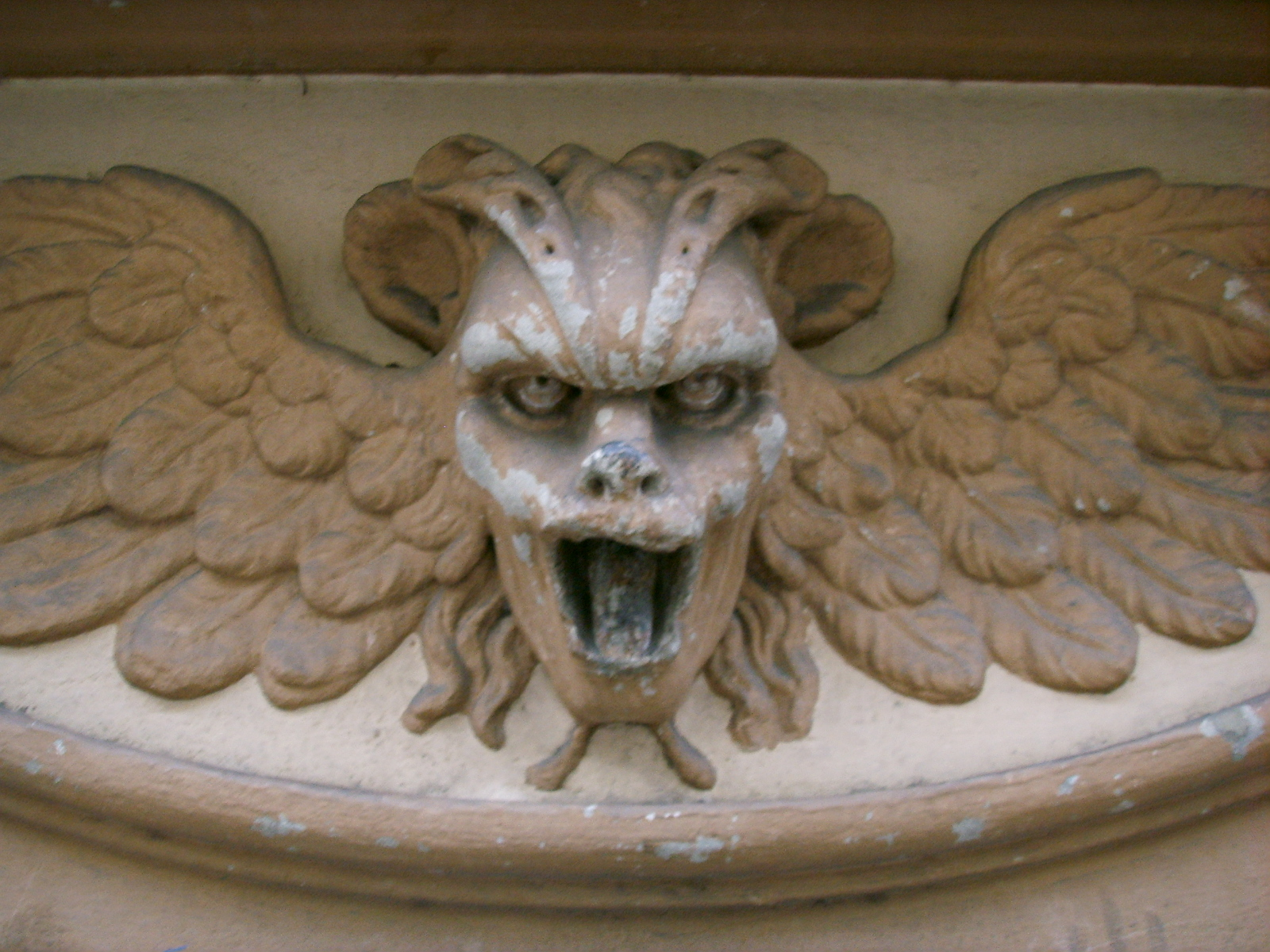
Mascherone
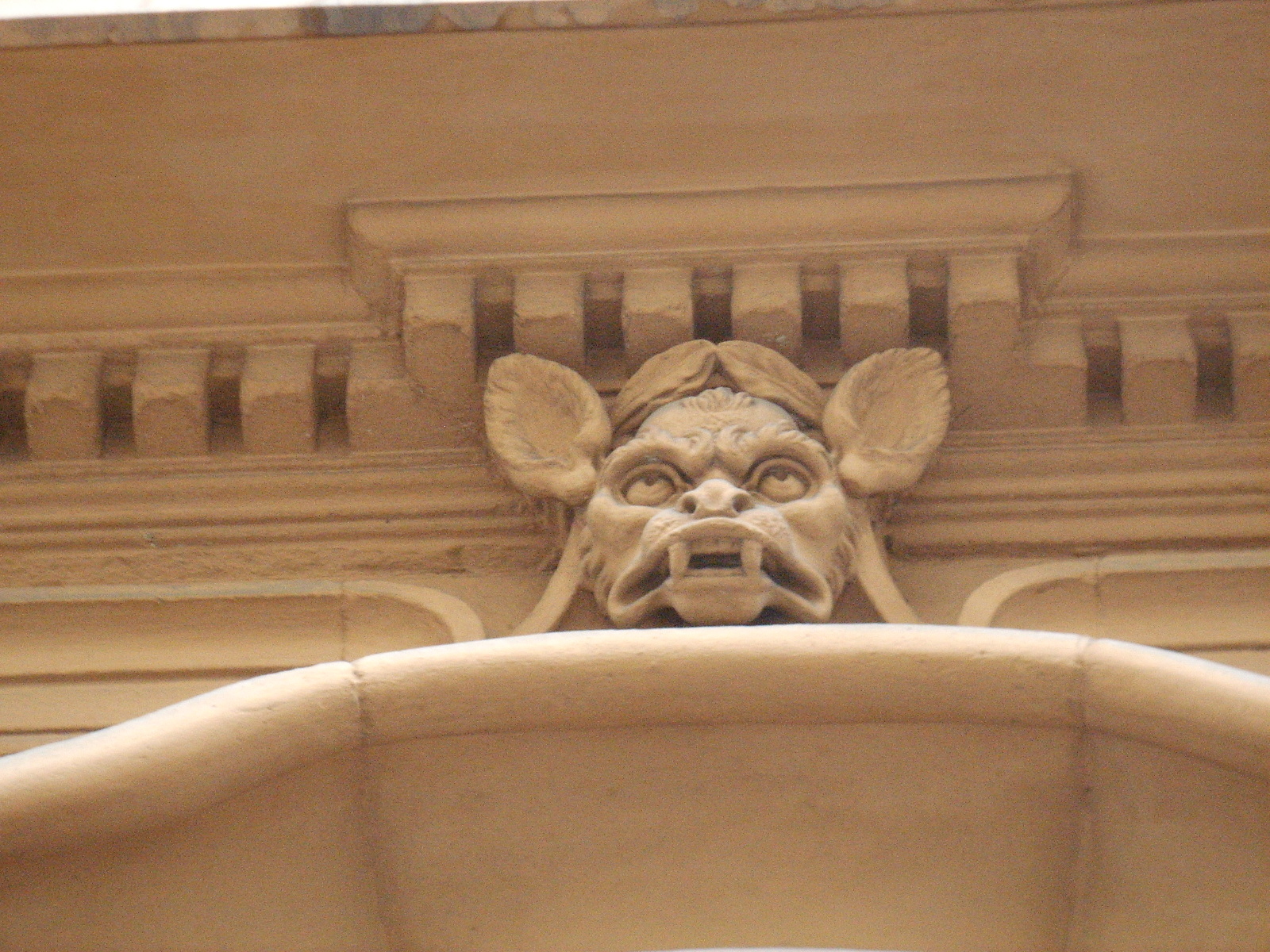
Chiave di volta
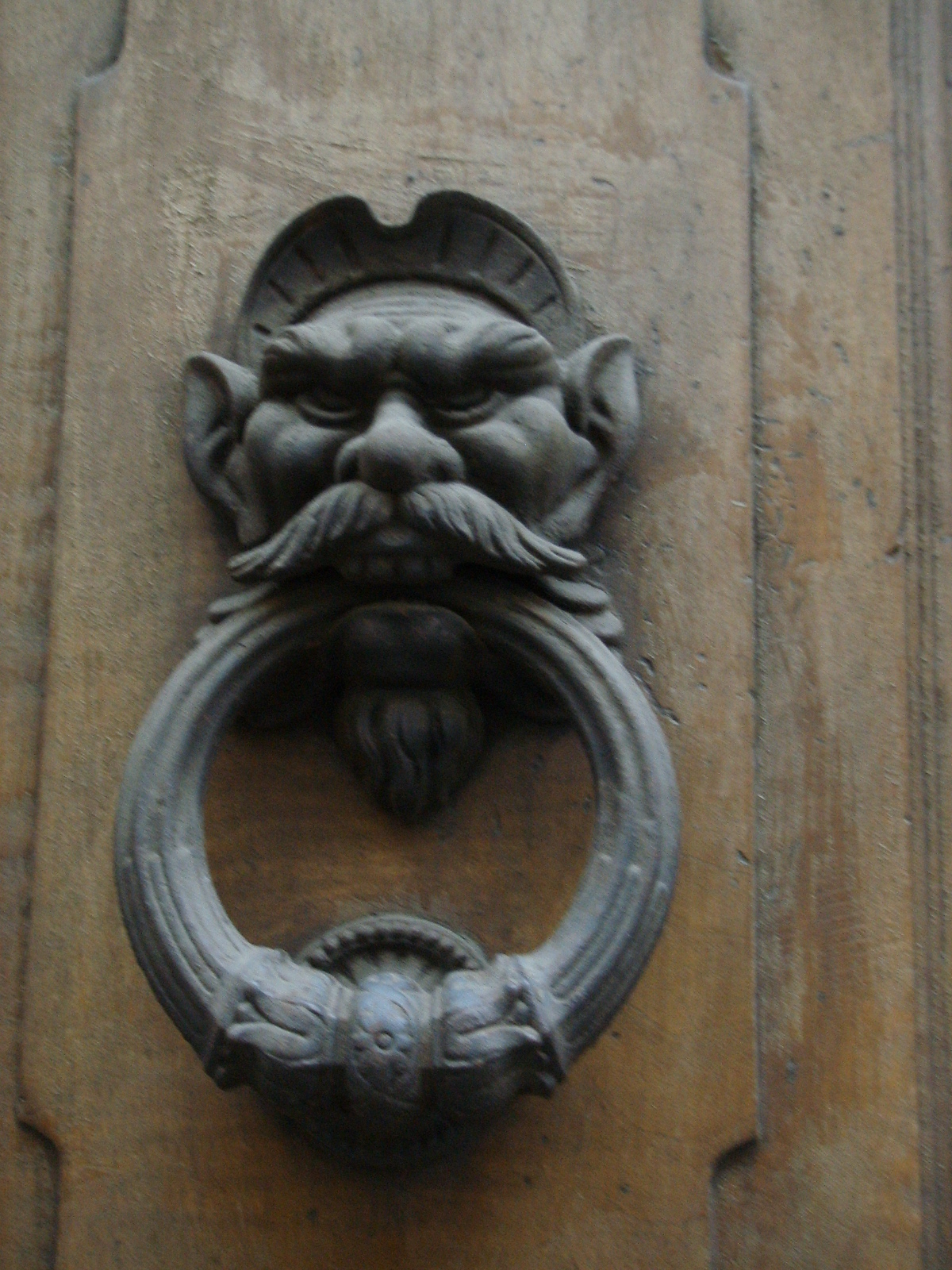
Battente
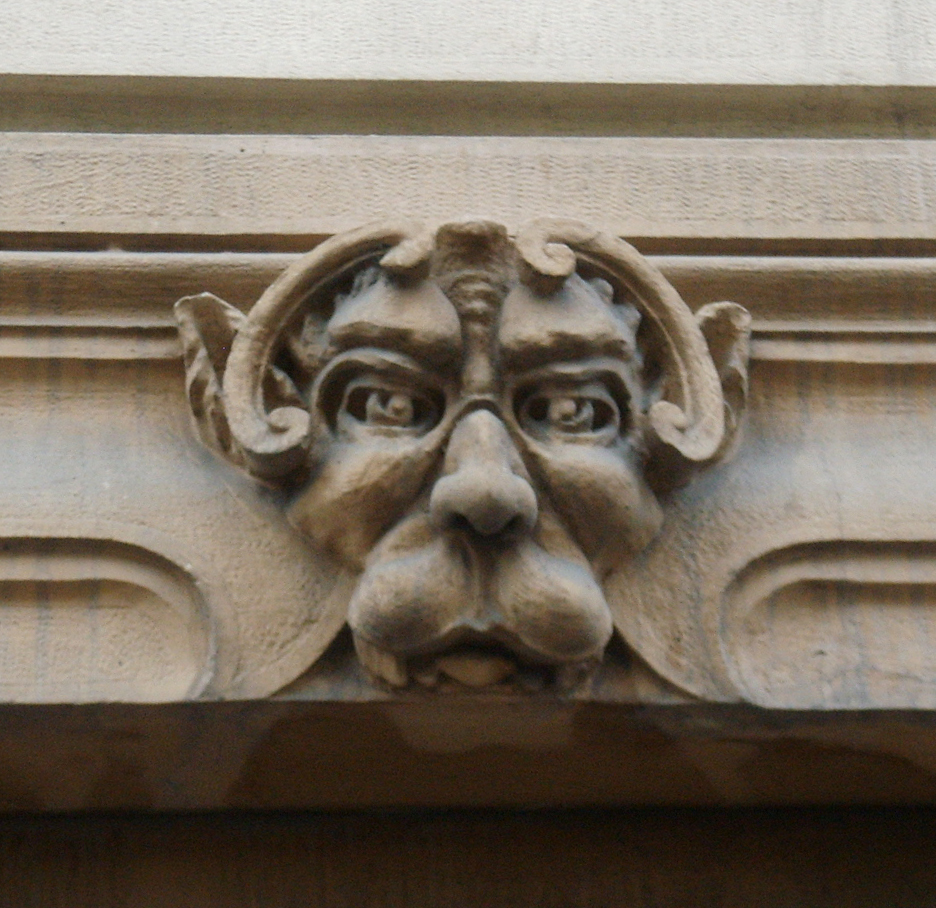
Mascherone
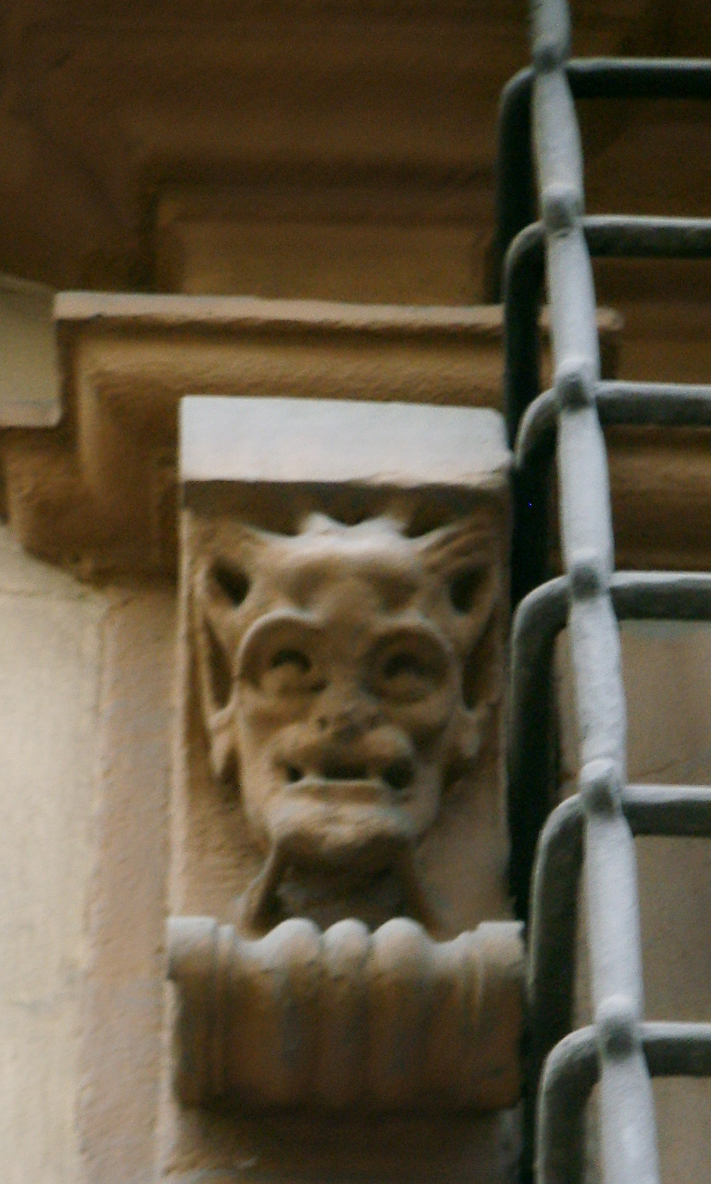
Peduccio nelle finestre inginocchiate
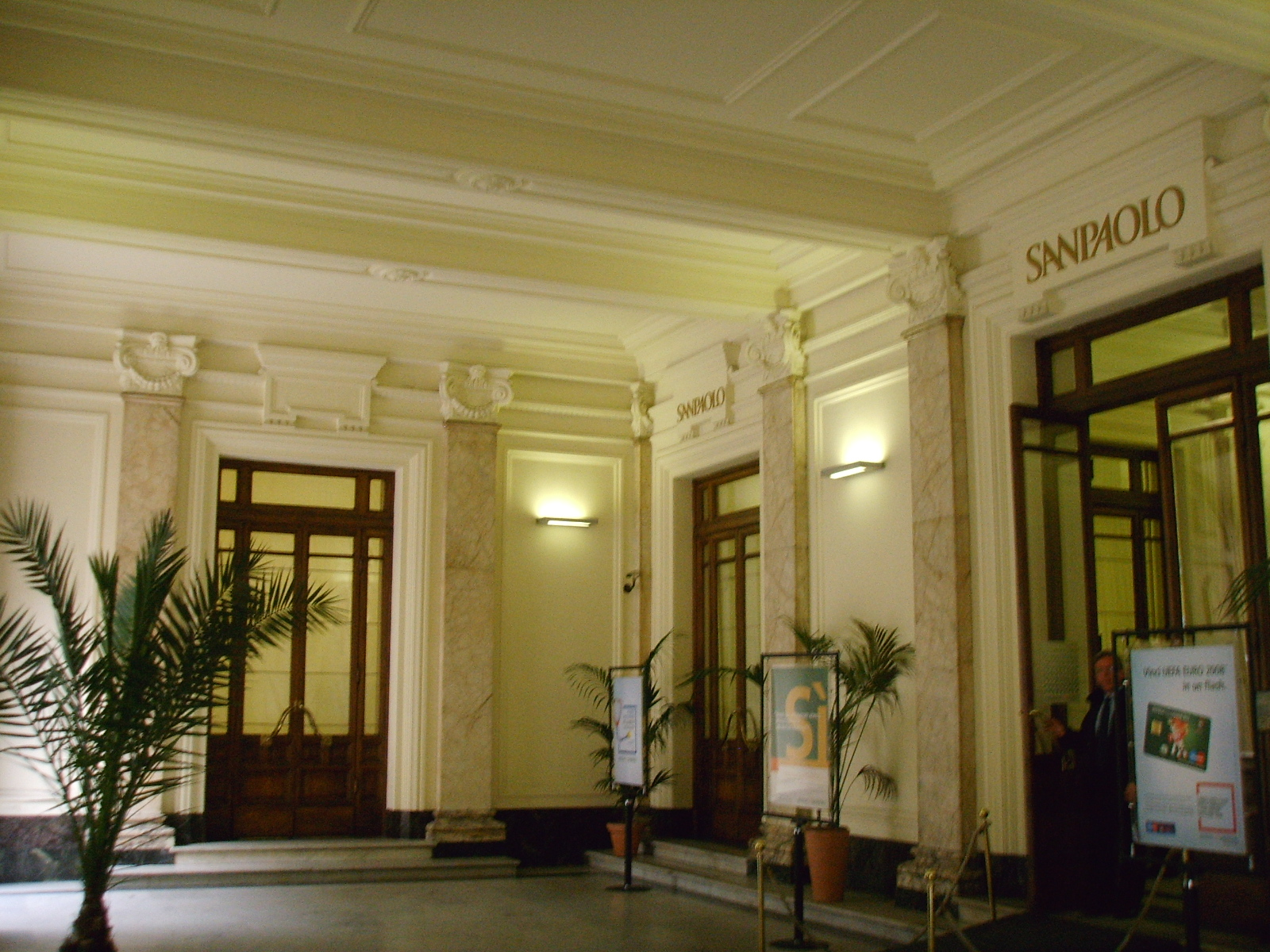
Atrio